# Florian Lipowitz
Florian Lipowitz (Laichingen, 21 de septiembre de 2000) es un ciclista profesional alemán que compite con el equipo Red Bull-BORA-hansgrohe.

## Trayectoria
Empezó practicando biatlón antes de dedicarse al ciclismo, deporte en el que empezó su carrera en 2020 con el Tirol KTM Cycling Team. Terminó el año 2022 compitiendo como stagiaire con el Bora-Hansgrohe antes de formar parte de su plantilla en 2023. Esa temporada logró sus primeras victorias en el Tour de la República Checa, prueba en la que ganó una etapa y la clasificación general. La campaña siguiente finalizó tercero en una prueba del UCI WorldTour como el Tour de Romandía antes de estrenarse en una gran vuelta tras ser alineado para participar en el Giro de Italia, donde tuvo que abandonar después de la 5.ª etapa tras caer enfermo. Ese mismo año también acudió a la Vuelta a España en la que ayudó a Primož Roglič a llevarse una clasificación general en la que fue séptimo, siendo este el mejor resultado de un alemán desde la victoria de Jan Ullrich en 1999.
En la primera mitad de 2025 consiguió finalizar segundo en la París-Niza, cuarto en la Vuelta al País Vasco y tercero en el Critérium del Dauphiné, resultados que le permitieron acudir por primera vez a un Tour de Francia. En esta carrera subió al podio como tercer clasificado, siendo la primera vez que un ciclista del Red Bull-BORA-hansgrohe lograba finalizar entre los tres primeros de la prueba, y como mejor joven de la edición.

## Palmarés
2023
- Tour de la República Checa, más 1 etapa

2024
- 2.º en el Campeonato de Alemania en Ruta
- Tour de Sibiu

2025
- 3.º en el Tour de Francia, más clasificación de los jóvenes

## Resultados

### Grandes Vueltas y Campeonatos del Mundo
| Carrera         | Carrera         | 2020 | 2021 | 2022 | 2023 | 2024 | 2025 |
| --------------- | --------------- | ---- | ---- | ---- | ---- | ---- | ---- |
|                 | Giro de Italia  | —    | —    | —    | —    | Ab.  | —    |
|                 | Tour de Francia | —    | —    | —    | —    | —    | 3.º  |
|                 | Vuelta a España | —    | —    | —    | —    | 7.º  | —    |
| Mundial en Ruta | Mundial en Ruta | —    | —    | —    | —    | 28.º | —    |

### Vueltas menores
| Carrera | Carrera                | 2020 | 2021 | 2022 | 2023 | 2024 | 2025 |
| ------- | ---------------------- | ---- | ---- | ---- | ---- | ---- | ---- |
|         | París-Niza             | —    | —    | —    | —    | —    | 2.º  |
|         | Volta a Cataluña       | X    | —    | —    | —    | 45.º | —    |
|         | Vuelta al País Vasco   | X    | —    | —    | 75.º | —    | 4.º  |
|         | Tour de Romandía       | X    | —    | —    | —    | 3.º  | —    |
|         | Critérium del Dauphiné | —    | —    | —    | —    | —    | 3.º  |

―: no participa
Ab.: abandono
X: no celebrada

## Equipos
- Tirol KTM Cycling Team (2020-2022)
- Bora-Hansgrohe (stagiaire) (2022)[8]
- Bora-Hansgrohe (2023-)
  - Bora-Hansgrohe (2023-2024)[9]
  - Red Bull-BORA-hansgrohe (2024-)[10]